# Galium binifolium
Galium binifolium là một loài thực vật có hoa trong họ Thiến thảo. Loài này được N.A.Wakef. mô tả khoa học đầu tiên năm 1955.